# 共和理工學院
共和理工學院（英語：Republic Polytechnic，縮寫：RP）是新加坡的一所理工學院，是新加坡最早在所有科目中採用問題導向學習的學校。

## 校區

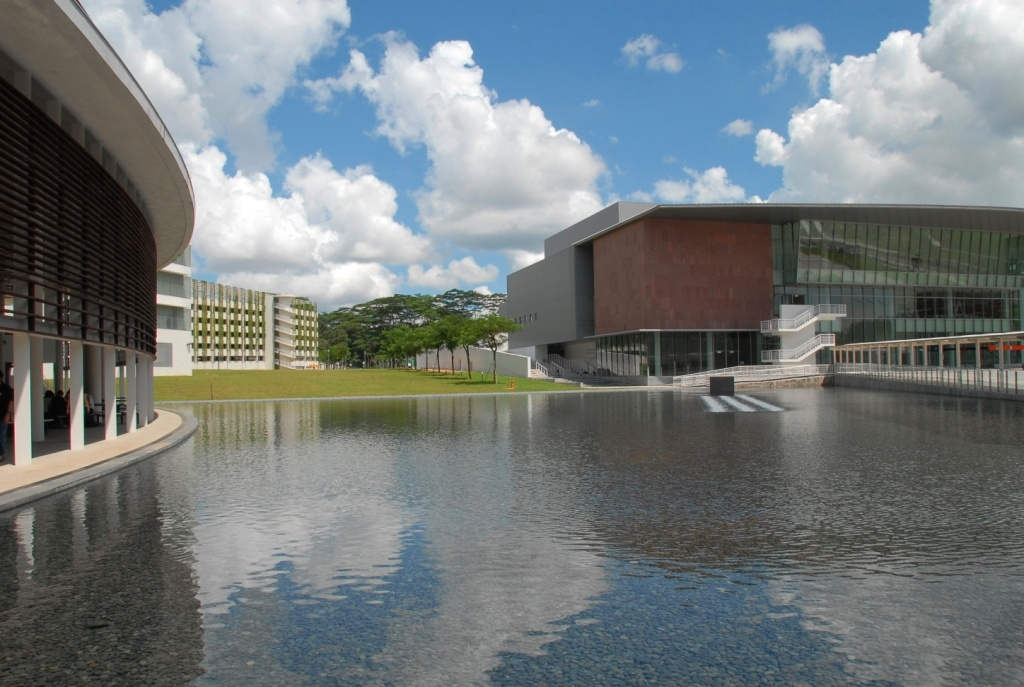
大學校區

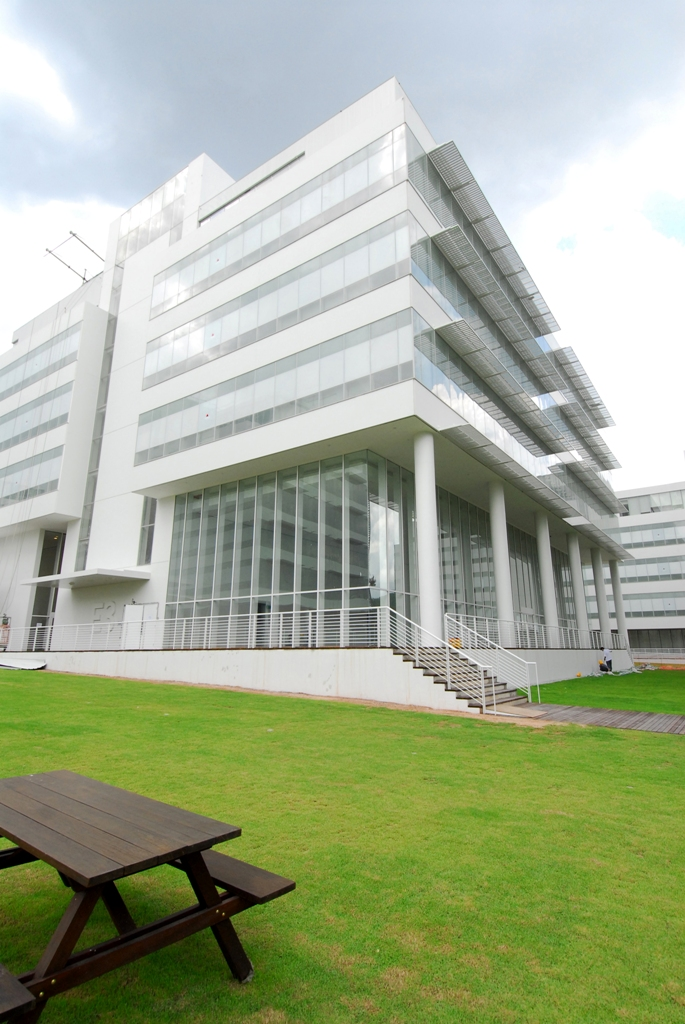
校區內的建築

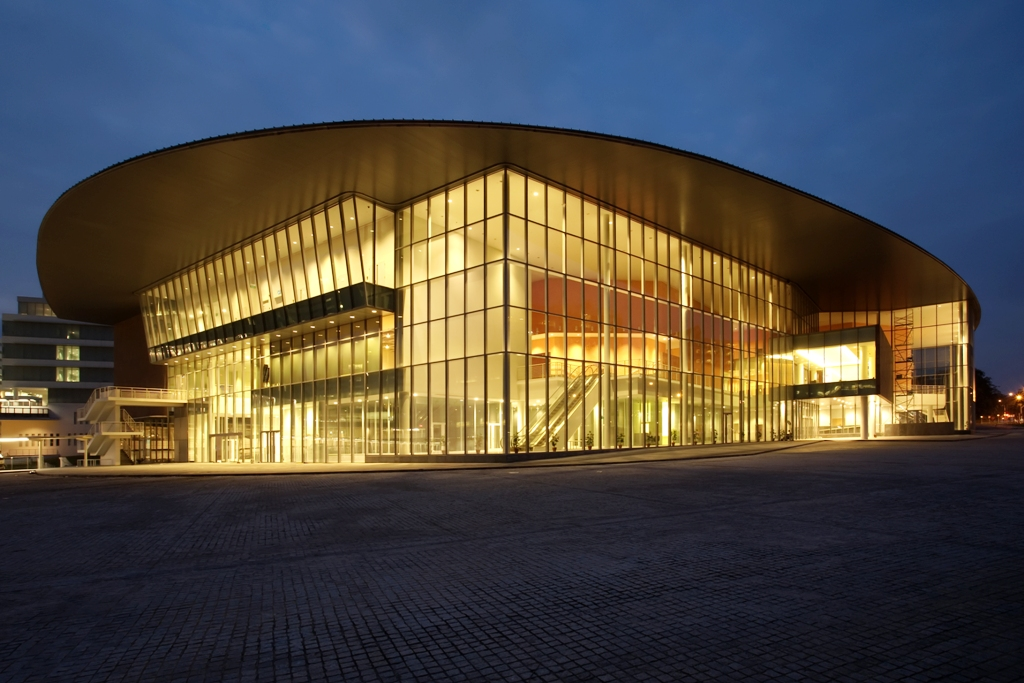
文化中心

2007年7月31日，共和理工學院的兀蘭校區由新加坡總理李顯龍揭幕，校區建築是由日本建築師槙文彦設計的，2006年完工，容量約為一萬三千名學生。
2008年，該學院獲得ASEAN最佳實踐節能建築獎。2009年11月，被新加坡環境理事會授予綠色建築稱號。2010年又獲得總統設計獎。

## 科系
2013年，共和學院有六個學校（school）和兩個學術中心，提供37種全日制專業。

## 出版物
- Journey@RP
- Rapport
- Reflections on PBL (Problem-based Learning)
- Office of Student and Graduate Affairs Newsletter